# Алпина (Јужна Дакота)
Алпина (енгл. Alpena) град је у америчкој савезној држави Јужна Дакота.

## Демографија
По попису из 2010. године број становника је 286, што је 21 (7,9%) становника више него 2000. године.
| Група             | 2000.       | 2010.       |
| Белци             | 263 (99,2%) | 208 (72,7%) |
| Афроамериканци    | 0 (0,0%)    | 0 (0,0%)    |
| Азијати           | 1 (0,4%)    | 0 (0,0%)    |
| Хиспаноамериканци | 1 (0,4%)    | 68 (23,8%)  |
| Укупно            | 265         | 286         |